# Belgium az 1956. évi téli olimpiai játékokon
Belgium az olaszországi Cortina d’Ampezzóban megrendezett 1956. évi téli olimpiai játékok egyik részt vevő nemzete volt. Az országot az olimpián 3 sportágban 4 sportoló képviselte, akik érmet nem szereztek.

## Alpesisí
Férfi
| Versenyző   | Versenyszám      | 1. futam | 1. futam | 2. futam | 2. futam | Összesítés | Összesítés |
| Versenyző   | Versenyszám      | Idő      | Hely.    | Idő      | Hely.    | Idő        | Helyezés   |
| ----------- | ---------------- | -------- | -------- | -------- | -------- | ---------- | ---------- |
| Denis Feron | Lesiklás         |          |          |          |          | 4:16,6     | 38.        |
| Denis Feron | Műlesiklás       | 2:12,5   | 49.      | 2:37,0   | 47.      | 4:49,5     | 46.        |
| Denis Feron | Óriás-műlesiklás |          |          |          |          | 4:01,8     | 65.        |

## Bob
| Versenyző                       | Versenyszám | 1. futam | 1. futam | 2. futam | 2. futam | 3. futam | 3. futam | 4. futam | 4. futam | Összesítés | Összesítés |
| Versenyző                       | Versenyszám | Idő      | Hely.    | Idő      | Hely.    | Idő      | Hely.    | Idő      | Hely.    | Idő        | Helyezés   |
| ------------------------------- | ----------- | -------- | -------- | -------- | -------- | -------- | -------- | -------- | -------- | ---------- | ---------- |
| Marcel Leclef Albert Casteleyns | Kettes      | 1:27,30  | 18.      | 1:25,93  | 13.      | 1:25,60  | 10.      | 1:25,98  | 12.      | 5:44,81    | 13.        |

## Gyorskorcsolya
| Versenyző          | Versenyszám | Eredmény      | Helyezés      |
| ------------------ | ----------- | ------------- | ------------- |
| Pierre Huylebroeck | 1500 m      | nem ért célba | nem ért célba |